# テルスヘリング

テルスヘリングの紋章

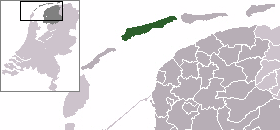
テルスヘリング島の位置

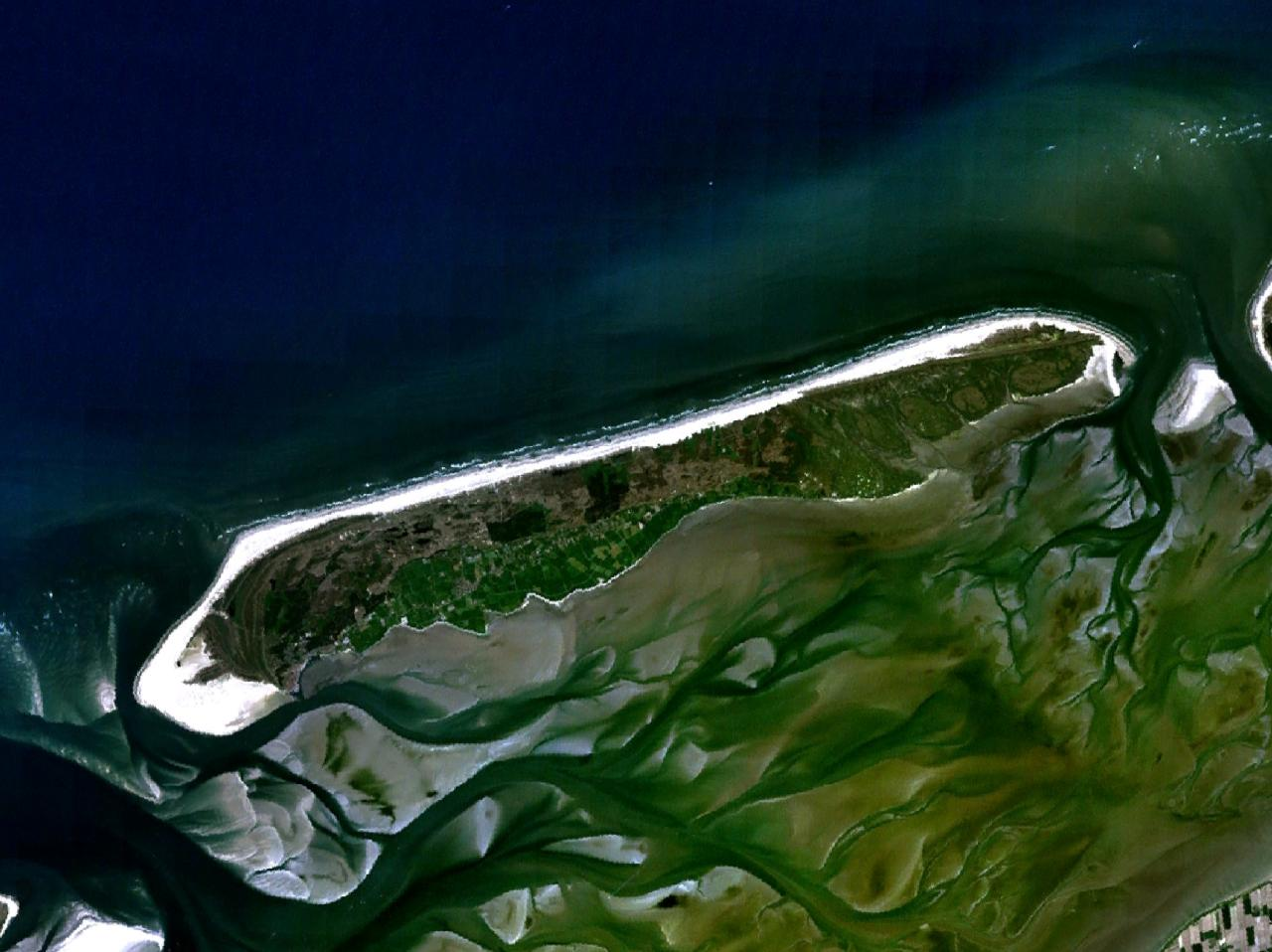
衛星写真によるテルスヘリング

テルスヘリング島（オランダ語: Terschelling [tɛrˈsxɛlɪŋ] ( 音声ファイル)、西フリジア語: Skylge）は、オランダ・フリースラント州の基礎自治体（ヘメーンテ）。西フリースラント諸島の島の一つである。
島には砂丘と干潟が発達しており、草原、針葉樹林、村落、干拓地もある。島にはコアジサシ、ハイイロチュウヒ、ヨーロッパチュウヒなどの絶滅危惧種の鳥類の繁殖地があり、ミクリゼキショウ、アナカンプティス・モリオなどの絶滅危惧種の植物も生息している。2000年に北部を中心とした大部分はラムサール条約登録地となった。
ワッデン海に浮かぶ島々の住民たちは、岸を洗う波に乗ってたどり着いた物全てを使う、機知に富んでいることで知られる。わずかな樹木を木材として使い、農場と納屋のほとんどが難破船から取り出したマストで建てられた。島々の周りは航海の難所として有名で、今日でも、北海で船の積み荷が流され多くのコンテナが島に漂着する。おそらく、テルスヘリング島沿岸で最も有名な海難事故は、フランス海軍のフリゲート艦リュティーヌ号がロイズ所有の鐘を乗せて座礁したものだろう。そのほかの有名は船は、フォルメルンの町近郊で沈んだオカ18号である。最近まで、船の残骸が海中に見えることがあった。テルスヘリング島西部にあるパブは、この船にちなんだ名前である。 
テルスヘリングは、毎年開催されるオエロル祭（Oerol Festival）で知られる。町の自然や風景を生かした演劇が島中で上演される。
本土の町ハルリンゲンから、フェリーが定期往復している。

## 歴史
島の現在の形が固まったのは中世で、かつて西側はデ・スヘリングと呼ばれる砂地であった。東側には島の原型であるウェクサリア（Wexalia）があった。ウェクサリアはテルスヘリング島頭部を指す中世の名前であったが、中世の終わりには失われた。最後にウェクサリアの名前が現れたのは、当時のテルスヘリング領主フォルケルス・ポプマ（Folkeris Popma）とイングランド王エドワード4世が1482年に結んだ条約の中である。
テルスヘリングに文明が現れた最も古いものは、850年頃に遡る。当時、SeerijpかStriepの近郊の丘に小さな木造教会が建てられた。この丘はのちにStrieperkerkhofで知られる埋葬地として使われるようになった。
東へ進出を願う歴史的な熱狂が西テルスヘリング島民の間で高まった。彼らはより東側へ農地を拡大しようとした。1612年、この動きによって島は2つに政治的に別れた。西テルスヘリングと東テルスヘリングである。19世紀初頭のわずかな期間にフランスに占領されたものの、すぐに島は一つにまとめられた。
1666年、西テルスヘリングは第二次英蘭戦争でイングランドに略奪を受けた。イングランド艦隊はテルスヘリング島の西側にあるフリーラント島に停泊前に、初めオランダ商艦隊を襲う計画であった。オランダ艦はテルスヘリングへ向かって後退した時、イングランド艦隊は追いかけ、150隻のオランダ船を破壊し、西テルスヘリングの港に上陸した。この時に町はイングランド人に火を放たれた。イングランド提督ホームズの名にちなんでホームズの焚火と呼ばれた。翌1667年、ミヒール・デ・ロイテル指揮のオランダ軍は報復遠征を行い、メドウェイ川襲撃でイングランド海軍に手ひどい敗北を与えた。これがもとで第二次英蘭戦争が終結した。

## クランベリー
テルスヘリングは、ワッデン海上の島々の中で唯一クランベリー（和名：ツルコケモモ）が育つことで知られる。1840年、壊血病に効果があることから船乗りが樽一杯に詰めていたクランベリーが、遭難した船から島岸に漂着し、島民たちは自分たちの航海用に栽培を始めた。
クランベリーは島のあちこちで見つけることができる。現在、クランベリー畑は0.48 km2の面積を占める。島の飲食店やパン屋で旅行者相手に売られており、容易に味わうことができる。

## 島内の村落

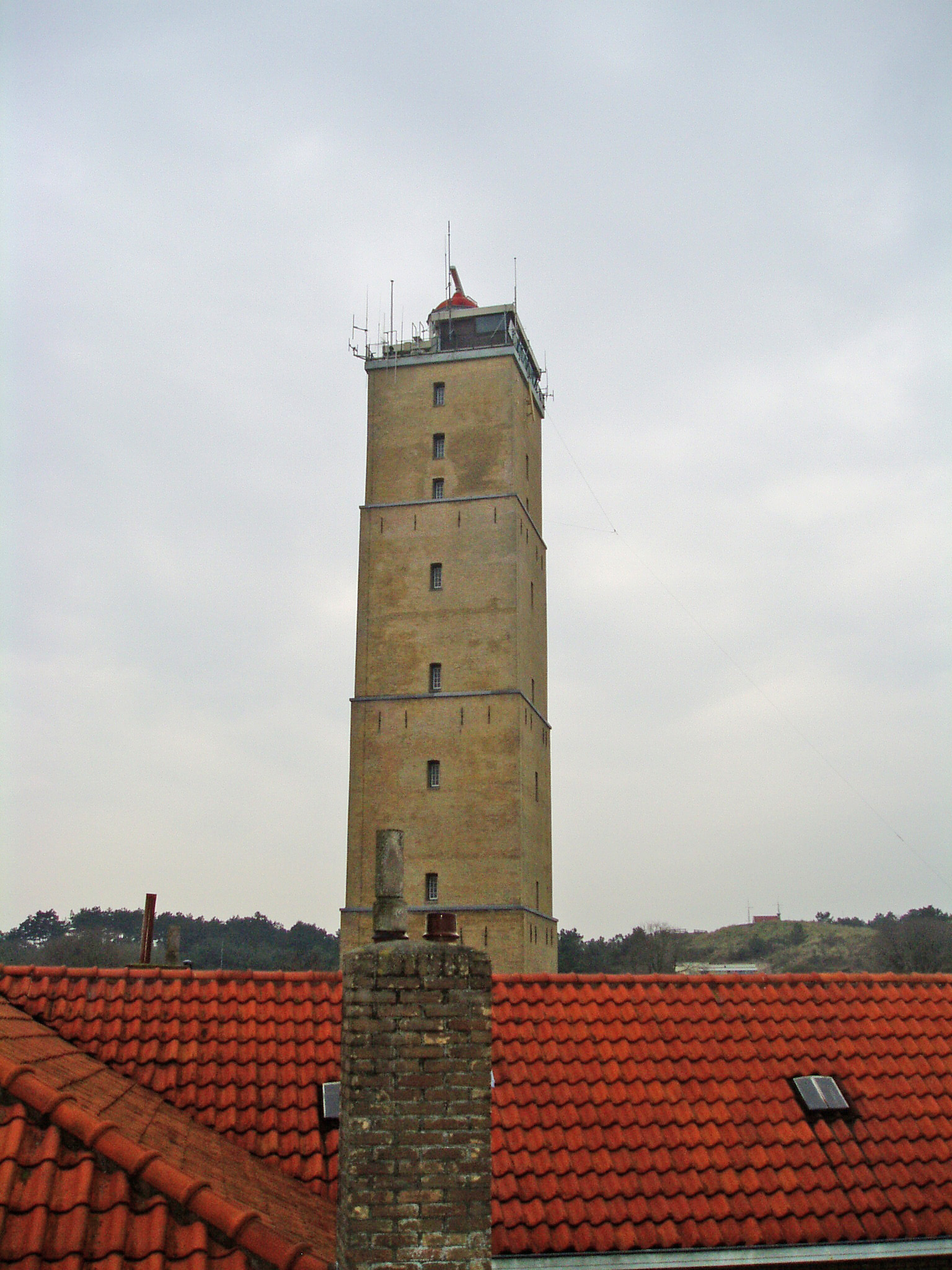
聖ブレンダン灯台

- バーイドイネン（英語版） Baaiduinen（Baaidunen）
- Formerum（Formearum）
- Hee
- Hoorn（Hoarne）
- Kaart
- Kinnum（Kinum）
- Landerum
- Lies
- Midsland（Midslân）
- Midsland aan Zee（Midslân oan See）
- Midsland-Noord（Midslân-Noard）
- Oosterend（Aasterein）
- Seerijp（Stryp）
- West aan Zee（West oan See）
- West-Terschelling（seat）（West-Schylge）

（カッコ内は西フリジア語表記）